# Chaetosomatidae
Chaetosomatidae (лат.) — семейство насекомых из отряда жесткокрылых. Существует три сохранившихся рода, два из которых (Chaetosoma и Chaetosomodes) эндемичны для Новой Зеландии, а другой (Malgassochaetus) обитает на Мадагаскаре.

## Описание
Длина 5—12 мм. Тело сильно уплощенное или слегка уплощенное до умеренно выпуклого. Дорсальные поверхности с четкими волосками, включая жесткие, прямые, темные щетинки. Усики 11-члениковые. Представители этого семейства питаются насекомыми-древоточцами.

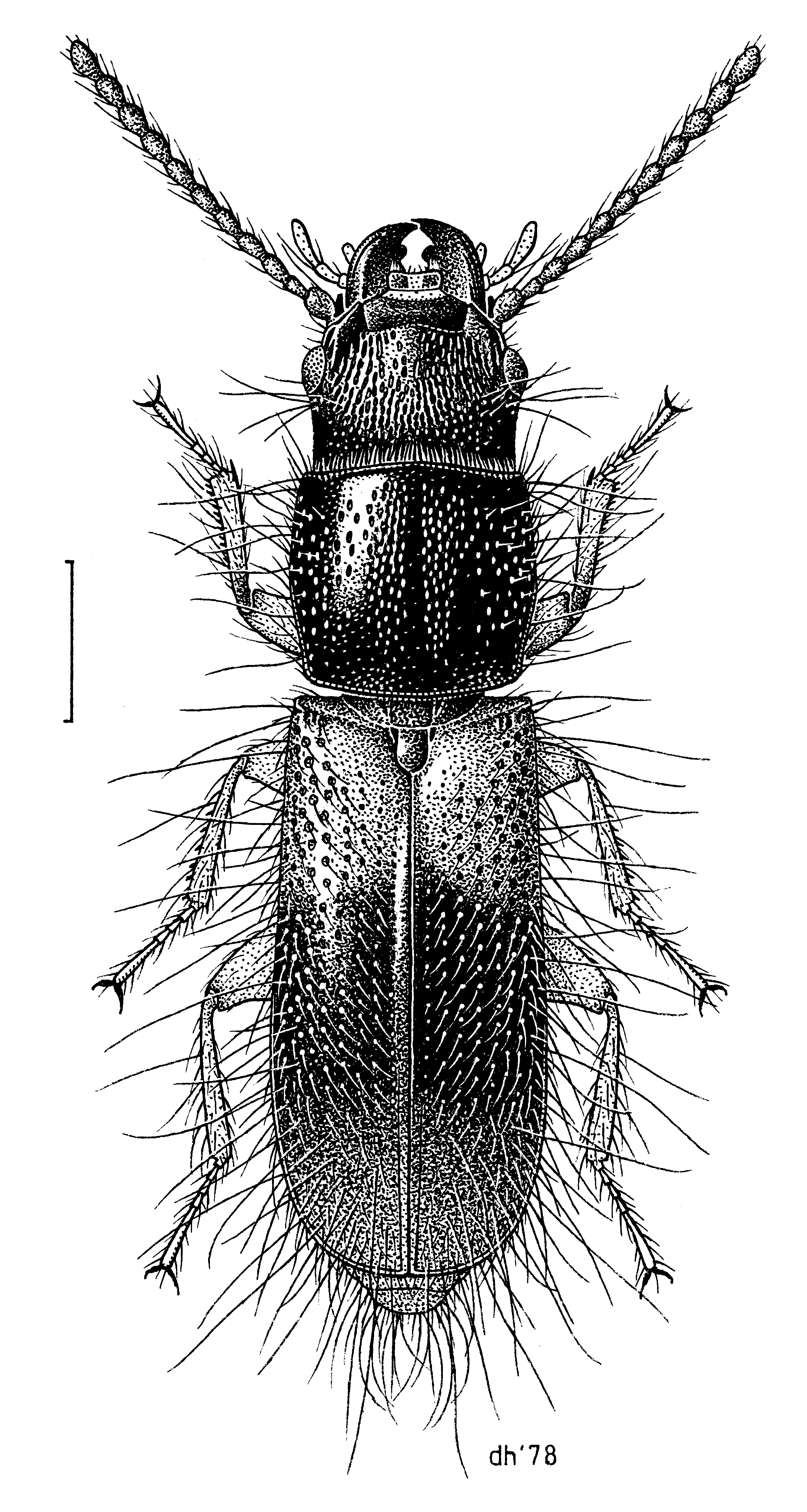
Chaetosoma scaratides

## Классификация
Включает 3 рода и около 10 видов. Относится к группе Cucujiformia и надсемейству Cleroidea.
- Chaetosoma Westwood, 1851 [nec Chaetosoma Dejean, 1835]
- Chaetosomodes Broun, 1921
- Malgassochaetus Ekis & Menier, 1980